# Черапкин, Николай Иосифович
Никола́й Ио́сифович Чера́пкин (8 [21] мая 1917 — 22 августа 1987) — советский учёный-филолог, литературовед. Доктор филологических наук (1971), профессор (1972). Заслуженный деятель науки РСФСР (1977). Почти сорок лет (1950—1987) преподавал на филологическом факультете Мордовского государственного университета, с 1970 года возглавлял кафедру советской литературы.
Автор работы по истории мордовской литературы, заложившей основы мордовского литературоведения, — «Современная мордовская литература» (1954).

## Биография
Родился 8 (21) мая 1917 года в селе Старые Верхиссы Инсарского уезда Пензенской губернии (ныне — в Инсарском районе Республики Мордовия).
Отец — Иосиф Григорьевич Черапкин (первый мордовский лингвист, составитель первого мокшанско-русского словаря) с семьёй не жил, и, после того как мать заболела тифом, а новая жена отца не приняла детей, 12-летний Николай с тремя младшими сёстрами оказался в детском доме в Саранске.
В 1938 году окончил Мордовский государственный педагогический институт. В 1938 году был арестован, но через девять месяцев оправдан.
В 1938—1942 годах работал учителем русского языка и литературы в Иркутской области, был директором школы в Бурятской АССР. Член ВКП(б).
В РККА с 1942 года. Лейтенант, парторг танкового батальона 141 танкового полка 61-й танковой дивизии.
Участник войны с Японией. За умелую работу с личным составом батальона во время Хингано-Мукденской операции награждён медалью «За боевые заслуги»:

В период боёв с Японскими захватчиками … тов. Чарапкин мобилизовал коммунистов и парторганизации рот … Где бы какие трудности не встречались на пути, своим большевистским словом воодушевлял людей на выполнение поставленной задачи.— из Наградного листа на медаль «За боевые заслуги» от 14 сентября 1945 года
В феврале 1946 года демобилизован, назначен лектором Мордовского обкома партии.
В 1947—1950 годах — директор Темниковского учительского института.
С 1950 по 1957 год — в Мордовским пединституте, в 1956 году назначен его проректором.
С 1957 по 1987 год — преподаватель на филологическом факультете Мордовского государственного университета, с 1970 года возглавлял кафедру советской литературы.
Умер 22 июля 1987 года в Саранске.

## Научная деятельность
В 1952 году защитил кандидатскую, в 1971 году — докторскую диссертацию. Подготовил более 20 кандидатов филологических и педагогических наук.
Автор около двухсот статей.
Автор ряда работ о творчестве Максима Горького — «Горький и мордовский народ», «По заветам Горького» и «Горячее сердце большого друга».
Автор монографий «Современная мордовская литература» (1954), «В братском содружестве» (1969), «Притоки» (1973).
Основным трудом Н. И. Черапкина считается работа «Современная мордовская литература» (1954) — одна из первых обобщающих работ по истории мордовской литературы, заложившая основы формирования мордовского литературоведения как науки.

В монографии «Современная мордовская литература» Н. И. Черапкин выявляет основные тенденции литературного процесса 50-х гг. Основательность исследования и по сей день не вызывает сомнения. В нём дан обстоятельный анализ творчества таких известных писателей, как Никул Эркай, Максим Бебан, Василий Коломасов, Андрей Куторкин и другие.— Вестник Мордовского университета, 1997.
Участвовал в подготовке учебников и хрестоматий, автор несколько разделов в шеститомной «Истории советской многонациональной литературы», издававшейся Академией наук СССР.

## Писатель
Член Союза писателей СССР (1952). Автор драматических произведений: «Вирьава» («Хозяйка леса», 1959), «Ломанць ломанти» («Человек-человеку», 1962).
Около 10 лет был ответственным секретарём Союза писателей Мордовской ССР.
Являлся редактором литературно-художественных альманахов «Сяськома» (Победа) и «Литературная Мордовия».

## Награды и звания
Награждён медалями «За боевые заслуги» и «За победу над Японией».
Заслуженный деятель науки РСФСР (1977), награждён Почётными грамотами Президиума Верховного Совета Мордовской ССР и Министерства просвещения СССР.

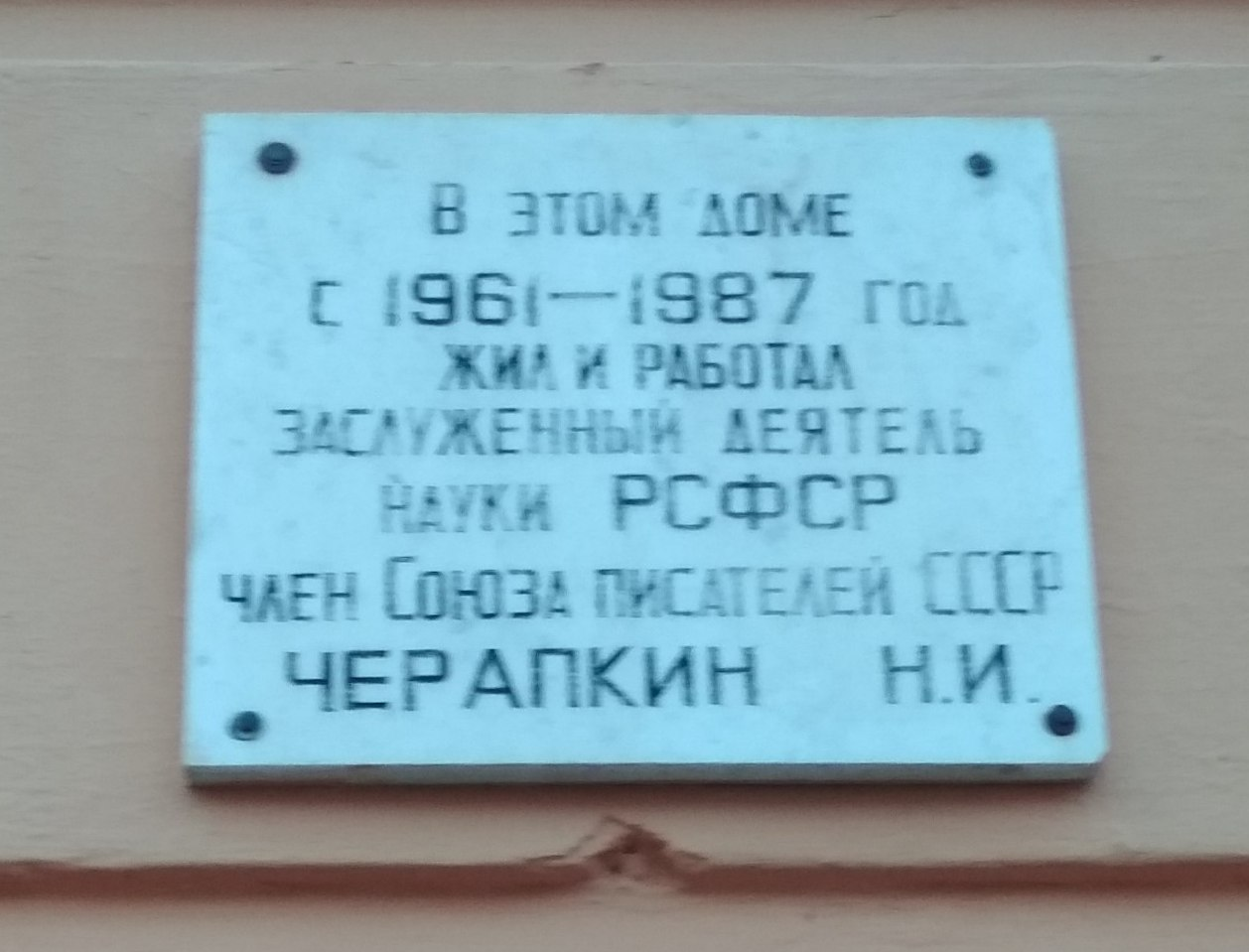
Мемориальная доска в Саранске

## Память
- В Саранске на доме где с 1961 по 1987 годы жил и работал Н. И. Черапкин установлена мемориальная доска.

## Интересный факт
- Двоюродный брат Н. И. Черапкина — И. Г. Черяпкин — командир танковой бригады, в 1945 году стал Героем Советского Союза.